# ランプアップ
ランプアップはケイダッシュステージに所属していたお笑いコンビである。
2004年6月12日に結成、2007年2月1日に解散。ヒューマンアカデミーお笑い芸人養成講座4期生である。

## プロフィール
小沢宏喬（おざわ ひろたか）
1982年10月18日生まれ。神奈川県出身。身長175cm、体重61kg。ランプアップ解散後、2007年4月12日からは藤倉織江とのお笑いコンビ「連日恋夜」で活動（太田プロダクション所属）。連日恋夜は藤倉の活動休止により2008年中に解散。その後、一緒に自主トークライブ『THE POP』を主催していた高山カズタカ（旧芸名・岬のワルツ）とコンビ『銀河の夜』を結成、エヌフォースプロモーションに所属。
亜細亜大学卒業。愛称は「おざおざ」。まず最初に自ら「おざおざ」のコールをすることが恒例となっている。
塚田舞（つかだ まい）
1982年12月11日生まれ。神奈川県出身。身長158cm、体重45kg。元保母。親のいとこは大日本プロレスのレスラー伊東竜二である。
解散後は清水シュンとのお笑いコンビ、サジタリ（アミーパーク所属）のメンバーとして活動。横浜女子短期大学卒業。

## 芸風
主にショートコントを行う。コント内で塚田が泣いたり困ったりしている時に、それを聞いた小沢が茶化してしまい、それにキレた塚田が「空気読めよ!」と叫びながら強烈なツッコミ（拳で殴る、蹴りを入れる、ビンタを食らわす、など）を浴びせるという流れを行う事が多い。塚田のこれらのツッコミはかなりの強度を誇り、『お台場お笑い道』（フジテレビ721・739→フジテレビONE）に出演した際には「今、若手芸人で一番ビンタの強い女性」と紹介されるほどであった。ただし、塚田曰く「格闘技などの経験は一切無い」との事。

## 出演

### テレビ出演
- お台場お笑い道（フジテレビ721・739→フジテレビONE） - 不定期出演

- お台場冒険王
  - お台場湾岸テレビ（フジテレビ） - 2006年8月1日

二人でのショートコントを演じた他、塚田はちゅうえい（流れ星☆）、松雪オラキオ（弾丸ジャッキー）とそれぞれコンビを組んでショートコントを演じた。

- SUPERDUPER/MASA－SHIN PresentS
- LiVe・レペゼン
- SIGMAトリプル
- ブロードアローライブ